# Don Carey (Schiedsrichter)
Don Carey (* 10. Oktober 1947 in San Diego, Kalifornien) ist ein ehemaliger US-amerikanischer Schiedsrichter im American Football, der von der Saison 1995 bis 2013 in der NFL tätig war. Er trug die Uniform mit der Nummer 126.

## Karriere
Carey begann im Jahr 1995 seine NFL-Laufbahn als Field Judge, ehe er im Jahr 1998 auf die Position des Back Judges wechselte. Nachdem Schiedsrichter Bill Carollo seinen Rücktritt bekannt gegeben hatte, wurde er zur NFL-Saison 2009 zum Hauptschiedsrichter ernannt. Sein erstes Spiel – die Arizona Cardinals gegen die San Francisco 49ers – leitete er am 13. September 2009.
Er war Back Judge im Super Bowl XXXVII. Er war zudem Back Judge im Pro Bowl 2013.

## Privates
Sein jüngerer Bruder Mike Carey war ebenfalls Schiedsrichter in der NFL.

## Trivia
Carey war der vierte afroamerikanische Hauptschiedsrichter in der Geschichte der NFL. Vor ihm waren es Johnny Grier (1988), Mike Carey (1995) und Jerome Boger (2006).
Bei der Begegnung der Carolina Panthers gegen die Green Bay Packers am 3. Oktober 2005 gehörte er dem Schiedsrichtergespann seines jüngeren Bruders Mike Carey an. Es war das erst Mal in der Geschichte der NFL, dass zwei Brüder Teil eines Schiedsrichterteams waren.